# 김진홍 (야구 선수)
김진홍(金鎭弘, 1962년 9월 10일 ~ )은 전 KBO 리그 OB 베어스의 포수이다.
김진홍은 발이 매우 빠른 선수였다. 대전고등학교 재학 중이던 1980년 청룡기 대회와 1981년 봉황기 대회에서 도루상을 받았다. 인하대학교 재학 중이던 1982년 연고 지명 포수로 OB 베어스에 입단했다, 여섯 시즌을 뛰며 통산 55 경기에 나와 타율 0.238을 기록했다.